# Ørnebregne-familien
Ørnebregne-familien (Dennstaedtiaceae) er en familie i Engelsød-ordenen (Polypodiales). Den omfatter verdens mest almindelige bregne, Ørnebregne. Arterne i denne familie har store, flerdobbelt snitdelte blade. Variationen i de ydre træk har forvirret den taxonomiske inddeling inden for ordenen, men moderne analyser af DNA har fastslået sammenhængene. Her omtales kun den ene slægt, som er repræsenteret i Danmark ved vildtvoksende arter.
| Slægter |

- Ørnebregne-slægten (Pteridium)

## Rødlistede arter
- Dennstaedtia macrosora
- Dennstaedtia paucirrhiza
- Dennstaedtia tryoniana[1]

## Note
1. ↑  IUCNs rødliste over planter